# Долматова
Долма́това (рос. Долматова) — присілок у складі Байкаловського району Свердловської області. Входить до складу Байкаловського сільського поселення.
Населення — 14 осіб (2010, 18 у 2002).
Національний склад населення станом на 2002 рік: росіяни — 100 %.